# Smeđe alge
Smeđe alge (lat. Phaeophyceae; Phaeophyta) žive isključivo u sjevernim morima. Mogu biti pričvršćene za kamenu podlogu ili živjeti na drugim organizmima. Danas je poznato oko 1500 vrsta smeđih algi diljem svijeta.
Većina vrsta živi u morskim vodama, a najbrojnije su u umjerenim i hladnim dijelovima oceana. Samo četiri vrste zastupljene su u slatkim vodama. Neke smeđe alge prilagođene su životu u bočatim vodama, a te vrste su gotovo isključivo aseksualne.

## Građa
U citoplazmi se nalazi krupna vakuola, jedno jedro, ribosomi i mitohondriji. Boja ovih algi je smeđe-zelena do smeđa što je uvjetovano ksantofilima i karotenom. Zbog toga kromatofore ove skupine nazivamo feoplastima, a obično ih ima više u stanici. Pigmenti kod ovih algi su: klorofil a i c,  beta-karoten i nekoliko ksantofila (fukokstantin, lutein, flavoksantin, neofukoksantin, neoksantin i violaksantin).
Unutarnji sloj stanične stijenke građen je od celuloze, a vanjski od pektina. Također, u njoj se često nalaze i polisaharid algin, te fukoidin (kalcijeva sol alginske kiseline). Vanjski dio stijenke je želatinast od algina, koji može ispuniti i međustanične prostore.
Produkti fotosinteze kod smeđih algi je ugljikohidrat laminarin, kapljice ulja i alkohol manit.

### Građa steljke i veličina
Steljka im je višestanična i pojavljuje se u različitim oblicima: razgranata, cjevasta, kožasto lepezasta, vrpčasto spljoštena, a može i nalikovati na biljku.
Smeđe alge su skupina koja najbrže i najviše raste. Neke smeđe alge dostižu visinu nekoliko desetaka metara. Jedna takva je alga Macrocystis,koja obitava u Tihom oceanu, može narasti čak 70 metara u visinu i do 100 metara u širinu, te na takav način tvori prave podmorske prašume. Zanimljivo je i što naraste čak 50 centimetara dnevno, dok joj stabljika dnevno postane veća za 6 centimetara. Osim ovako velikih algi, postoje i male nitaste alge koje narastu samo nekoliko centimetara.

## Razmnožavanje
Smeđe alge razmnožavaju se spolno i nespolno. Nespolni načini razmnožavanja su vegetativno (fragmentacijom talusa) i zoosporama (iznimka je red Dyctiotales, koji se razmnožava aplanosporama).
Načini spolnog razmnožavanja su izogamija, oogamija i heterogamija. Svrstane su u tri skupine prema životnom ciklusu: s izomorfnom izmjenom generacija (najprimitivniji oblik), s heteromorfnom izmjenom generacija, te one bez izmjene generacija. 
Pokretni stadiji, spore i gamete, imaju vretenast oblik, a nose najčešće postrance 2 nejednako dugačka biča, od kojih je duži s trepetljikama usmjeren prema naprijed, a kraći je bez trepetljika i usmjeren prema natrag. Ispod mjesta pričvršćivanja bičeva nalazi se crvena očna pjega, a u proširenom stražnjem dijelu jedan ili više feoplasta.

## Značaj
Alginska kiselina se izdvaja iz mase smeđih algi, a koristi se kao emulzifikator u slastičarstvu, industriji gume, boja, farmaceutskoj industriji, izradi kože, filmova, itd. Sintetizirani alkohol manit se koristi u farmaceutskoj industriji. Dosta smeđih algi su jestive, pa se često pojavljuju u kulinarstvu, posebno u japanskoj kuhinji. Također su i bogate ugljikohidratima te vitaminima. 

## Poznati predstavnici
- Diktiota (lat.Dyctiota dichotoma) je česta smeđa alga u Jadranskom moru. Ima plosnato, viličastu steljku.
- Padina (lat.Padina pavonica) ima plosnato, polukružnu steljku sa smeđim i bijelim krugovima.
- Jadranski bračić (lat. Fucus virsoides) je endem Jadranskog mora. Aerociste mu služe kao plovak, dok na steljki ima udubljenja u kojima su smješteni rasplodni organi.
- Cistozira (lat. Cystoseira), rod smeđih algi koje nastanjuju i Jadransko more.

## Klasifikacija
Ovo je popis redova smeđih algi:
- Ascoseirales V. A. Petrov
- Asterocladales T.Silberfeld, M.-F.Racault, R.L.Fletcher, A.F.Peters, F.Rousseau & B.de Reviers
- Desmarestiales Setchell & Gardner
- Dictyotales F. R. Kjellman
- Dictyotophycidae Silberfeld, F.Rousseau & Reviers
- Discosporangiales O.C.Schmidt
- Discosporangiophycidae Silberfeld, F. Rousseau & Reviers
- Ectocarpales Bessey
- Fucales Bory
- Fucophycidae Cavalier-Smith
- Ishigeales  G. Y. Cho & Boo
- Ishigeophycidae Silberfeld, F. Rousseau & Reviers
- Laminariales W. Migula
- Nemodermatales M. Parente, R. L. Fletcher, F. Rousseau & N. Phillips
- Onslowiales Draisma & Prud'homme van Reine
- Phaeophyceae ordo incertae sedis
- Phaeosiphoniellales Silberfeld, F.Rousseau & Reviers
- Ralfsiales Nakamura ex P.-E.Lim & H.Kawai
- Scytothamnales A. F. Peters & M. N. Clayton
- Sphacelariales W. Migula
- Sporochnales Sauvageau
- Stschapoviales H.Kawai
- Syringodermatales E. C. Henry
- Tilopteridales Bessey

Ponegdje se uključuju i:
- Cutleriales Oltmanns
- Scytosiphonales Feldmann, 1949